# カトキチクイーンズゴルフトーナメント
カトキチクイーンズゴルフトーナメントは、1994年から2007年まで毎年4月第4週 - 第5週に日本女子プロゴルフ協会公認の女子プロゴルフトーナメントとして、加ト吉（現・テーブルマーク）、屋島カントリークラブの主催、高松市、四国新聞社、四国ゴルフ連盟、香川県ゴルフ協会、テレビ東京、テレビせとうち、デイリースポーツ社の後援で開催されていたものである。

## 前史
1992年および1993年は、広島テレビ（日本テレビ系列）主催の「広島女子オープンゴルフ」（松永カントリークラブで開催）と統合され、「カトキチクイーンズカップ・広島女子オープン」として行われ、最終日は広島テレビ制作・日本テレビ系列全国ネットで放映されていた。同トーナメントは、1994年の本大会の分離により佐竹製作所へと筆頭スポンサーが代わり、「サタケジャパンクラシック・広島女子オープン」として行われていたが、スポンサーの撤退等の事情から、1996年で終了となった。2007年実績、賞金総額6000万円、優勝賞金1080万円。

## 加ト吉循環取引事件の発覚と大会打ち切り
大会開始から2006年までは地元冷凍食品メーカーの加ト吉が筆頭スポンサーを務めていたが、2007年、加ト吉及びそのグループ会社による循環取引事件が発覚。この影響を受け、大会名及び主催から外れることとなり「屋島クイーンズゴルフトーナメント」という大会名で行われた（但し運営経費や賞金関係については当初の契約通り加ト吉から出された）が、2007年12月11日に発表された2008年のツアー日程において、大会の打ち切りが決定。13年の歴史に幕を降ろした。
なお、2001年以降本大会が開催されていた屋島カントリークラブは1997年に加ト吉が買収したものだが、本大会の打ち切りが一因となって売上が低下し、運営会社のカトキチ高松開発は2010年2月23日に会社更生法の適用を申請し、経営破綻した。破綻後はチェリーゴルフマネジメント（本社：大阪府摂津市）が運営を引き継いで存続している。

## テレビ中継
テレビ中継はテレビ東京製作（地元局テレビせとうちは中継技術協力）でTXN系列とBSデジタル放送のBSジャパンで放送される。なお、過去には、前述の経緯から、系列外の広島テレビ（日本テレビ系列）でもスポンサードネットで放送されたことがあった（以前同局は、テレビ東京系列のゴルフ中継を放送する事が度々あった）。

## 大会歴代優勝者
| 開催年 | 優勝者名   | 開催地 | 開催コース                   |
| ------ | ---------- | ------ | ---------------------------- |
| 1994年 | 塩谷育代   | 香川県 | 高松グランドカントリークラブ |
| 1995年 | 城戸富貴   | 香川県 | 琴平カントリークラブ         |
| 1996年 | 前田すず子 | 北海道 | 奈井江カントリークラブ       |
| 1997年 | 元載淑     | 香川県 | 坂出カントリークラブ         |
| 1998年 | 上田珠代   | 香川県 | 坂出カントリークラブ         |
| 1999年 | 岡本綾子   | 香川県 | 坂出カントリークラブ         |
| 2000年 | 曽秀鳳     | 香川県 | 坂出カントリークラブ         |
| 2001年 | 天沼知恵子 | 香川県 | 屋島カントリークラブ         |
| 2002年 | 西田智恵子 | 香川県 | 屋島カントリークラブ         |
| 2003年 | 藤井かすみ | 香川県 | 屋島カントリークラブ         |
| 2004年 | 呂曉娟 ※1  | 香川県 | 屋島カントリークラブ         |
| 2005年 | 米山みどり | 香川県 | 屋島カントリークラブ         |
| 2006年 | 中田美枝   | 香川県 | 屋島カントリークラブ         |
| 2007年 | 全美貞 ※2  | 香川県 | 屋島カントリークラブ         |

※1…現在の登録名はジュリー呂（名前が難読なため2006年に変更した）

※2…前述の通り加ト吉の循環取引事件を受け屋島クイーンズゴルフトーナメントとして実施